# Bundesautobahn 51
Bundesautobahn 51 (Abkürzung: BAB 51) – Kurzform: Autobahn 51 (Abkürzung: A 51) – war der Projektname einer in den 1970er Jahren geplanten Autobahn. Sie sollte von Duisburg-Rheinhausen über Krefeld, Viersen, Hückelhoven nach Aachen führen.

## Bauvorleistung
Die Anschlussstelle Krefeld-Gartenstadt (Bundesautobahn 57/B 509) ist als Bauvorleistung für die Bundesautobahn 51 bereits als Autobahnkreuz errichtet worden. Die B 509 ist zudem im Bereich des Autobahnkreuzes vierstreifig, kreuzungsfrei und mit Standstreifen ausgebaut.

## Planungsgeschichte
Im Bedarfsplan des Gesetzes über den Ausbau der Bundesfernstraßen in den Jahren 1971 bis 1985 vom 30. Juni 1971 war zwar noch keine Planung einer Bundesautobahn enthalten, jedoch der zweistreifige und teilweise vierstreifige autobahnähnliche Neubau der B 57n bzw. B 57z vorgesehen. Dieses Vorhaben gliederte sich in folgende Abschnitte:
| Abschnitt                                                       | Bezeichnung | Bemerkung | Dringlichkeitsstufe |
| --------------------------------------------------------------- | --- | --- | ------------------- |
| B 57z (Status als Bundesstraße noch nicht abschließend geklärt) | Rheinbrücke bei Duisburg-Rheinhausen – AS Duisburg-Kaldenhausen | vierstreifig | I                   |
| B 57n                                                           | AS Duisburg-Kaldenhausen – Kreuz mit der Bundesautobahn 57 Krefeld-Gartenstadt | vierstreifig | I                   |
| B 57n                                                           | Kreuz mit der Bundesautobahn 57 Krefeld-Gartenstadt – Krefeld-Inrath-Kliedbruch | (Bundesstraße 9) vierstreifig, zwischen Kreuz Krefeld-Gartenstadt und Krefeld-Verberg (L 475) bereits einbahnig unter Verkehr | I                   |
| B 57n                                                           | Krefeld-Inrath-Kliedbruch – Tönisvorst (Kreuz mit der geplanten B 9n, später als Bundesautobahn 55 bezeichnet) – Viersen-Süchteln (Kreuz mit der geplanten Bundesstraße 7, später als Bundesautobahn 61 bezeichnet) | vierstreifig | II                  |
| B 57n                                                           | Kreuz Viersen-Süchteln (A 61) – westlich Mönchengladbach-Hardt (Kreuz mit der geplanten Bundesstraße 230, später als Bundesautobahn 52 bezeichnet)                                                                  | zweistreifig | II                  |
| B 57n                                                           | Kreuz Mönchengladbach-Hardt (A 52) – Wegberg – östlich Hückelhoven (Kreuz mit der geplanten Bundesstraße 1109, später als Bundesautobahn 46 bezeichnet)                                                             | zweistreifig | III                 |
| B 57n                                                           | Kreuz Hückelhoven (A 46) – westlich Linnich (Kreuz mit der geplanten Bundesstraße 56n, später als Bundesautobahn 56 bezeichnet)                                                                                     | vierstreifig | III                 |
| B 57n                                                           | Kreuz Linnich (A 56) – südöstlich Baesweiler (Bundesstraße 221) | vierstreifig | II                  |
| B 57n                                                           | südöstlich Baesweiler – südwestlich Alsdorf | Kreuz mit der Bundesstraße 55 – Aachen-Haaren (Kreuz mit der Bundesautobahn 4) \|vierstreifig                                 | I                   |

Noch vor der Neustrukturierung und neuen Nummerierung des Netzes der Bundesautobahnen, die mit Wirkung ab 1. Januar 1975 eingeführt wurde, erfolgte 1973 die Zusammenfassung dieser Bundesstraßenplanungen zu einem einheitlichen Projekt unter der internen Bezeichnung „Autobahn 202“.
Mit der Neustrukturierung des Netzes der Bundesautobahnen, die mit Wirkung ab 1. Januar 1975 eingeführt wurde, erhielt der gesamte Streckenzug die Bezeichnung „Bundesautobahn 51“.
In der zweiten Hälfte der 1970er Jahre lagen Pläne für die konkrete Linienführung der Autobahn bereits durchgängig vor. Demnach sollte die Strecke wie folgt verlaufen:
- südlich Krefeld-Verberg
- nördlich Krefeld-Inrath-Kliedbruch bzw. südlich Krefeld-Hüls
- nördlich Tönisvorst
- südlich Oedt und Grefrath
- nördlich Viersen-Süchteln
- Kreuz mit der A 61 nördlich der AS Viersen-Süchteln
- westlich Viersen-Dülken
- östlich Schwalmtal (Niederrhein)-Waldniel
- westlich Mönchengladbach-Hardt
- Kreuz mit der A 52 östlich der AS Hostert
- nördlich Wegberg-Rickelrath
- westlich Wegberg bzw. östlich Wegberg-Klinkum
- östlich Wegberg-Tüschenbroich
- westlich Erkelenz-Schwanenberg
- östlich Erkelenz-Golkrath
- Kreuz mit der A 46 östlich Erkelenz-Houverath
- östlich Hückelhoven-Doveren
- westlich Hückelhoven-Baal
- westlich Hückelhoven-Rurich und Linnich-Körrenzig
- westlich Linnich
- westlich Linnich-Gereonsweiler
- östlich Geilenkirchen-Immendorf bzw. westlich Baesweiler-Puffendorf
- westlich Baesweiler bzw. östlich Übach-Palenberg
- östlich Herzogenrath-Merkstein bzw. westlich Alsdorf
- östlich Würselen-Bardenberg und östlich Herzogenrath-Kohlscheid
- westlich Würselen
- Kreuz mit der A 4 westlich der AS Aachen-Zentrum

Der Bedarfsplan des Gesetzes zur Änderung des Gesetzes über den Ausbau der Bundesfernstraßen in den Jahren 1971 bis 1985 vom 5. August 1976 enthielt zahlreiche Änderungen. Bemerkenswert ist die Streichung des Abschnittes zwischen dem Kreuz Viersen-Süchteln (A 61), westlich Mönchengladbach-Hardt (Kreuz mit der A 52), Wegberg und dem Kreuz mit der A 46 östlich Hückelhoven als Bestandteil der A 51. Stattdessen wurde hier nur der Bau einer zweistreifigen B 57n als möglicher weiterer Bedarf vorgesehen. Zudem wurde auch die Fortführung der A 51 zwischen Duisburg-Kaldenhausen und Duisburg-Rheinhausen ersatzlos gestrichen. Es änderte sich schließlich auch die Priorität für den Bau zahlreicher Abschnitte der A 51. Nunmehr waren folgende Dringlichkeitsstufen vergeben:
| Abschnitt | Bemerkung    | Dringlichkeitsstufe                       |
| --- | ------------ | ----------------------------------------- |
| Kreuz Krefeld-Gartenstadt (A 57) – Krefeld-Verberg (L 473)                                                             |              | zweite Fahrbahn in Dringlichkeitsstufe Ia |
| Krefeld-Verberg – Tönisvorst (Kreuz mit der A 55)                                                                      | vierstreifig | Ib                                        |
| Tönisvorst (Kreuz mit A 55) – Kreuz Viersen-Süchteln (A 61)                                                            | vierstreifig | möglicher weiterer Bedarf                 |
| Hückelhoven (Kreuz mit der A 46) – westlich Linnich (Kreuz mit der A 56) – nordöstlich Baesweiler (Kreuz mit der A 56) | vierstreifig | möglicher weiterer Bedarf                 |
| Kreuz nordöstlich Baesweiler (A 56) – südöstlich Baesweiler (B 221)                                                    | vierstreifig | Ib                                        |
| südöstlich Baesweiler – Aachen-Haaren (Kreuz mit der Bundesautobahn 4)                                                 | vierstreifig | Ia                                        |

Mit dem zweiten Gesetz zur Änderung des Gesetzes über den Ausbau der Bundesfernstraßen in den Jahren 1971 bis 1985 vom 25. August 1980 verblieb die Strecke Linnich (Dreieck mit der A 56) – Aachen (Dreieck mit der A 4) als A 51 im Bedarfsplan und erhielt insgesamt die Einordnung in die Dringlichkeitsstufe I. Alle anderen Abschnitte der A 51 wurden gestrichen, darunter die Strecke Tönisvorst – Viersen-Süchteln – Wegberg – Hückelhoven – Linnich ersatzlos. Lediglich der Abschnitt Krefeld-Verberg – Tönisvorst (ehemaliges Kreuz mit der A 55) war als Teil der vierstreifigen Nord-West-Umfahrung Krefeld (B 509/B 9n) in der Dringlichkeitsstufe I noch enthalten.
Das Dritte Gesetz zur Änderung des Fernstraßenausbaugesetzes vom 21. April 1986 brachte das Aus für die Bundesautobahn 51. Vorgenommen waren lediglich noch folgende Projekte:
| Bezeichnung | Abschnitt                                                          | Bemerkung    | Dringlichkeitsstufe |
| ----------- | ------------------------------------------------------------------ | ------------ | ------------------- |
| B 9n        | Nord-West-Umfahrung Krefeld (B 9 – Tönisvorst – Krefeld-Forstwald) | zweistreifig | weiterer Bedarf     |
| B 57        | OU Baal                                                            | zweistreifig | weiterer Bedarf     |
| B 57        | Linnich – Herzogenrath                                             | zweistreifig | weiterer Bedarf     |
| B 57        | Herzogenrath – Würselen – Aachen (A 4)                             | vierstreifig | weiterer Bedarf     |

Die A 51 war auch nach dem Vierten Gesetzes zur Änderung des Fernstraßenausbaugesetzes vom 15. November 1993 im Bedarfsplan nicht enthalten. Vorgesehen waren:
| Bezeichnung | Abschnitt                                                          | Bemerkung    | Dringlichkeitsstufe   |
| ----------- | ------------------------------------------------------------------ | ------------ | --------------------- |
| B 9         | Nord-West-Umfahrung Krefeld (B 9 – Tönisvorst – Krefeld-Forstwald) | zweistreifig | vordringlicher Bedarf |
| B 57        | OU Baal                                                            | zweistreifig | weiterer Bedarf       |
| B 57        | Linnich – Herzogenrath – Würselen – Aachen (A 4)                   | zweistreifig | weiterer Bedarf       |

Der Bundesverkehrswegeplan 2003 brachte keine Neuaufnahme der A 51. Der Bedarfsplan des Fünften Gesetzes zur Änderung des Fernstraßenausbaugesetzes vom 4. Oktober 2004 umfasste noch folgende Projekte:
| Bezeichnung | Abschnitt                                                                          | Bemerkung    | Dringlichkeitsstufe   |
| ----------- | ---------------------------------------------------------------------------------- | ------------ | --------------------- |
| B 9         | Nord-West-Umfahrung Krefeld B 9 – Tönisvorst – Krefeld-Forstwald                   | zweistreifig | weiterer Bedarf       |
| B 57        | OU Baal                                                                            | zweistreifig | weiterer Bedarf       |
| B 57        | OU LinniIch                                                                        | zweistreifig | vordringlicher Bedarf |
| B 57        | Gereonsweiler (OU) – Baesweiler (OU) – Alsdorf (OU) mit Anbindung an die alte B 57 | zweistreifig | vordringlicher Bedarf |

In der Priorisierungsliste vom 25. Oktober 2011 des Landes Nordrhein-Westfalen für die Umsetzung der im vordringlichen Bedarf des Bundesverkehrswegeplans 2003 vorgesehenen Maßnahmen wurden die OU Gereonsweiler und Alsdorf in die Kategorie „nachrangig planen“ verschoben.

## Fertiggestellte Abschnitte
Auf der für die A 51 vorgesehenen Trasse wurden folgende Vorhaben dem Verkehr übergeben:
- 1968: Krefeld-Gartenstadt (A 57) – Krefeld-Verberg (3,6 km, zunächst einbahnig, nur teilweise kreuzungsfrei, später als B 509 gewidmet)
- 1970: Kaldenhausen – Krefeld-Gartenstadt (2,3 km, vierstreifig, nur teilweise kreuzungsfrei, später als B 509 gewidmet)
- 2005: Kaldenhausen – Mühlenberg (2,5 km, zweistreifig, als L 473n gewidmet)
- 2009: Mühlenberg – Rheinhausen (2,2 km, zweistreifig, als L 473n gewidmet)
- 2014: OU Baesweiler (7,5 km, zweistreifig, als B 57 gewidmet)